# سیارک ۶۲۲۰
سیارک ۶۲۲۰ (به انگلیسی: 6220 Stepanmakarov، نامگذاری:1978SN7) شش هزار و دویست و بیستمین سیارک کشف شده‌است که در ۲۶ سپتامبر ۱۹۷۸ کشف شد.
قدر مطلق سیارک برابر ۱۲٫۴۰ است.